# Liam Wright
Pour les articles homonymes, voir Wright.
Pas d'image ? Cliquez ici

a Compétitions nationales et continentales officielles uniquement.

b Matchs officiels uniquement.
Dernière mise à jour le 28 juin 2023.
Liam Wright, né le 6 novembre 1997 à Durban (Afrique du Sud), est un joueur de rugby à XV international australien évoluant au poste de troisième ligne aile. Il évolue avec la franchise des Queensland Reds en Super Rugby depuis 2018.

## Biographie
Liam Wright est né à Durban en Afrique du Sud, d'une mère sud-africaine et d'un père Zimbabwéen. Il émigre ensuite pour l'Australie lorsqu'il est âgé de sept ans, et sa famille s'installe à Brisbane dans l'État du Queensland.

## Carrière

### En club
Liam Wright commence sa carrière en 2015 avec le club des Easts Tigers, qui dispute le Queensland Premier Rugby (championnat amateur de la région du Queensland). À partir de 2015 également, il joue avec les équipes jeunes de la province du Queensland.
En 2016, il est retenu dans l'effectif de Queensland Country pour disputer le NRC. Avec cette équipe, il remporte le championnat national en 2017 avant d'être finaliste la saison suivante.
Après de bonnes performances à l'échelon inférieur, il signe un contrat de deux saisons avec la franchise de Super Rugby des Queensland Reds en 2018. Après une première saison où il se partage le temps de jeu avec le très expérimenté George Smith, il s'impose à partir de 2019 saison comme le titulaire indiscutable au poste de troisième ligne aile côté ouvert (n°7), avant de prolonger son contrat pour deux saisons supplémentaires,. 
En 2020, il est nommé capitaine des Reds pour la saison à venir. Dès sa première saison en charge, il est finaliste du Super Rugby AU, après une défaite en finale face aux Brumbies. L'année suivante, à l'issue d'une finale identique, son équipe s'impose et remporte la compétition.

### En équipe nationale
Liam Wright joue avec l'équipe d'Australie des moins de 20 ans lors des Championnats du monde junior 2016 et 2017,,.
En octobre 2017, alors qu'il n'a pas encore disputé de match de Super Rugby, il est sélectionné en tant que « apprenti » avec les Wallabies par le sélectionneur Michael Cheika, afin de participer aux entraînements et apprendre les exigences du haut niveau.
Il est rappelé en sélection au mois de juillet 2019, en tant que membre à part entière cette fois, afin de participer au Rugby Championship,. Il obtient sa première cape internationale avec l'équipe d'Australie le 17 août 2019 à l’occasion d’un match contre l'équipe de Nouvelle-Zélande à Auckland.

## Palmarès

### En club
- Vainqueur du Super Rugby AU en 2021 avec les Queensland Reds.
- Finaliste du Super Rugby AU en 2020 avec les Queensland Reds.
- Vainqueur de NRC en 2017 avec Queensland Country
- Finaliste de NRC en 2018 avec Queensland Country

## Statistiques
Au 27 janvier 2022, Liam Wright compte 5 capes en équipe d'Australie, dont aucune en tant que titulaire, depuis le 17 août 2019 contre l'équipe de Nouvelle-Zélande à Auckland.
Il participe à une édition du Rugby Championship, en 2020. Il dispute deux rencontres dans cette compétition.